# Sant Salvador d'Altadill
Sant Salvador d'Altadill és una obra del poble d'Altadill, al municipi de Sant Guim de Freixenet (Segarra) inclosa a l'Inventari del Patrimoni Arquitectònic de Catalunya.

## Descripció
És una ermita situada vora el camí ens porta al petit nucli d'Altadill, completament aïllada. Es tracta d'un edifici de planta rectangular, d'una sola nau, capçalera plana i coberta a doble vessant.

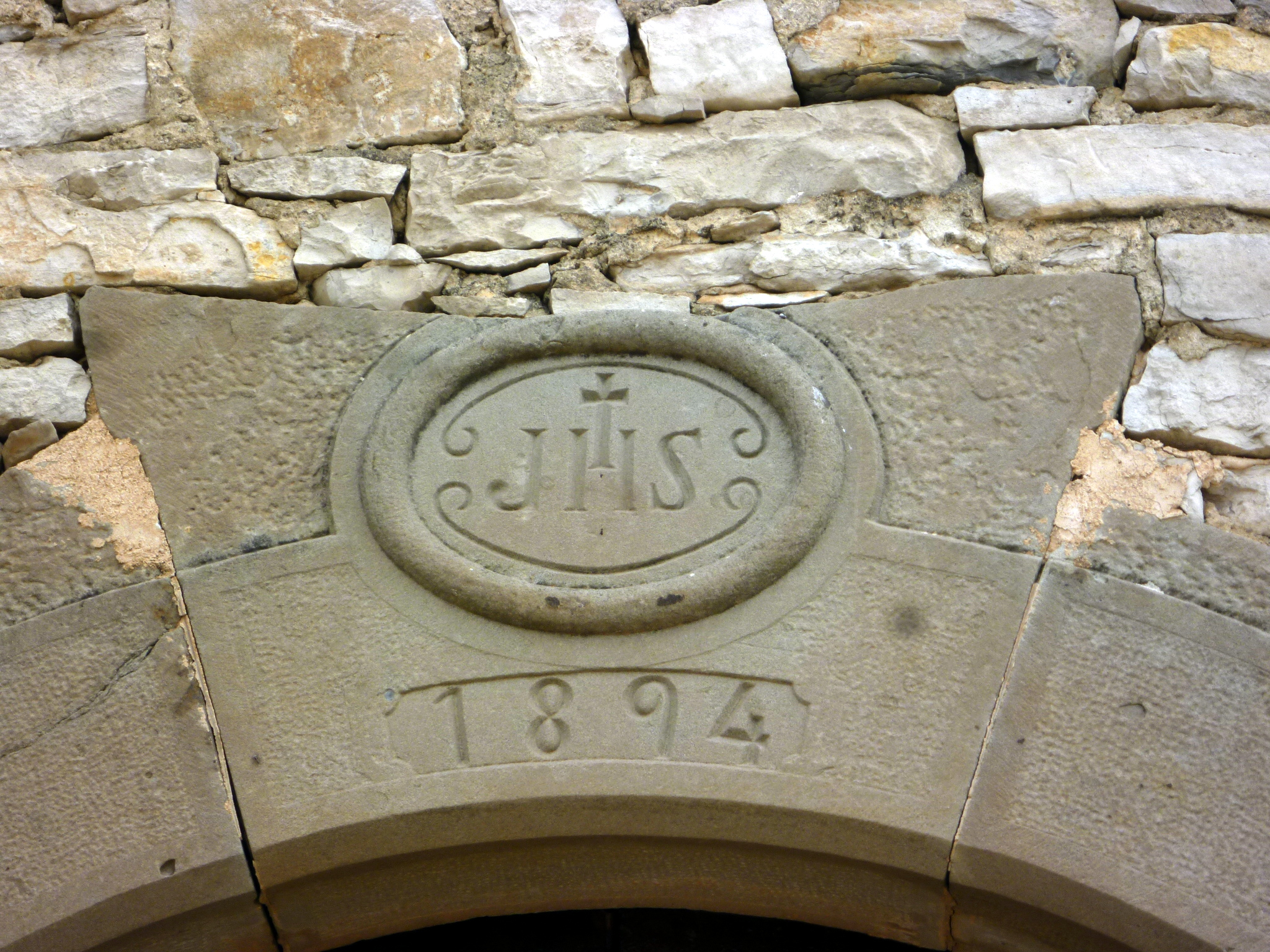
Clau de l'arc de la porta

A la façana principal s'obre la porta d'accés, d'arc rebaixat i amb la data incisa "1894" sota un segell, ambdós situats a la clau d'arc. Per damunt es disposa un òcul motllurat i finalment corona un campanar d'espadanya d'un ull.

## Història
Es coneix l'existència d'una primitiva capella d'origen romànic en un lloc molt proper a l'actual edifici, però només en resten algunes pedres disperses. L'ermita de Sant Salvador està sota la dependència de l'església parroquial de Santa Maria de Freixenet, però pertany al nucli d'Altadill.